# 昭和天皇崩御
本項目では、日本の第124代天皇であった昭和天皇が1989年（昭和64年）1月7日に崩御し、その長男であった皇太子の明仁親王が即位した経緯について解説する。
1926年より在位していた昭和天皇は、1988年（昭和63年）9月19日に吐血したことにより緊急治療が行われ、吹上御所で約4ヶ月間の闘病生活を送っていた。翌1989年1月7日午前6時33分、天皇は十二指腸乳頭周囲の腺癌により崩御し、これを受けて明仁が第125代天皇に即位し、翌8日より元号が「昭和」から「平成」に改元された。同年2月24日には、昭和天皇の国葬である「大喪の礼」が新宿御苑で執り行われ、昭和天皇は大正天皇・貞明皇后の陵墓がある武蔵陵墓地に土葬された。
昭和天皇の病状悪化から崩御までの経緯はメディアにより報道特別番組で放送されたほか、テレビ番組の演出や市民の派手な行事・イベントなどが「自粛」されるなど、社会面でも大きな影響を与えた（#影響）。

## 経緯
昭和天皇は1987年（昭和62年）に入り、腹部の膨満感を訴え、体重減少など体調不良がみられたことから、同年9月22日に宮内庁病院で開腹手術（十二指腸空腸吻合術）を受け、その後公務にも復帰していたが、この時点で膵臓にがんを発症していた。その後、1988年（昭和63年）9月18日に大相撲9月場所を観戦予定だったが、高熱が続くため急遽中止となった。その翌9月19日の午後10時頃、大量吐血により救急車が出動し、緊急輸血を行った。その後も上部消化管からの断続的出血に伴う吐血・下血を繰り返し、さらに胆道系炎症に閉塞性黄疸、尿毒症を併発一進一退の状態となった。マスコミ陣もこぞって「天皇陛下ご重体」と大きく報道し、さらに日本各地では「自粛」の動きが広がった（後述）。
同年12月頃からは体内外への出血が見られ、血圧の低下により収縮期血圧が100を切る低値が継続している状況で、呼吸数の上昇も見られるなど容態が一層厳しくなった。後に侍医であった伊東貞三の回想によれば、昭和天皇は既に年末から意識がなく、輸液と輸血でコントロールされていた状態で、一時的に呼吸が停止したこともあったとされる。1989年（昭和64年）に入り、さらに出血や下血で血圧が低下し、収縮期血圧は60～80台と著しく低下するようになった。前年9月の吐血以降は大量の輸血や昇圧剤の投与を行っており、輸血量は崩御までの間に30,000ccを超えたとされ、既に終末期で延命医療を行っている状態となっていた。
崩御前日の6日夜の段階では「直ちに危険な状態ではない」と宮内庁が発表しており、治療に当たる髙木顯皇室医務主幹兼侍医長も一旦は代々木にある自宅に戻ったとされる。

### 危篤発表
1月7日午前4時過ぎ、昭和天皇の血圧が急激に低下し、危篤の状態に陥った。宿直の2人の侍医から連絡を受けた髙木侍医長が自宅を出て、パトカーの先導により自家用車で5時12分に皇居に入ったのを皮切りに、藤森昭一宮内庁長官、山本悟侍従長、北白川祥子女官長などが皇居へ急行した。他の侍医も召集され、昭和天皇の治療を担当していた侍医5名全員が集まった。また、容態急変の報を受けて皇太子、皇太子妃美智子、浩宮徳仁親王、礼宮文仁親王、紀宮清子内親王の皇太子一家に加え、常陸宮正仁親王と同妃華子ら、病気療養中の桂宮宜仁親王と未成年者を除く皇族、さらに昭和天皇第3皇女の鷹司和子、第4皇女の池田厚子・池田隆政夫妻、第5皇女の島津貴子・島津久永夫妻、初孫の東久邇信彦・吉子夫妻らが次々と皇居に入った。皇太子同妃が深夜早朝帯に参内するのは前年9月20日に大量吐血が起きて以来で、昭和天皇が重篤な状況であることを伺わせ、NHK・民放などは5時過ぎ以降順次、報道特別番組に切り替えた。さらに宮内庁から急報を受けた竹下登首相が世田谷区代沢の私邸から皇居に向かい、吹上御所で昭和天皇に拝謁した。さらに原健三郎衆議院議長、土屋義彦参議院議長、矢口洪一最高裁判所長官の三権の長も皇居に向かい、小渕恵三内閣官房長官らは内閣総理大臣官邸に入った。官邸では事態を受け、石原信雄内閣官房副長官を長とする緊急連絡室が設けられた。
午前6時35分、宮内庁の宮尾盤次長が緊急の記者会見を行い「天皇陛下には午前4時過ぎ、吹上御所においてご危篤の状態になられました」と発表した。また、同時間に小渕官房長官も総理大臣官邸で記者会見を行い、同様に「天皇陛下においては本日4時過ぎ、吹上御所においてご危篤になられた」と発表した。NHKはこれを受けて「臨時ニュース」としてチャイムを鳴らしたうえで全波一斉放送となった（後述の通り、この時点で既に昭和天皇は崩御していた）。

### 崩御
午前6時33分、昭和天皇は皇居吹上御所において宝算87歳をもって崩御した。崩御を看取ったのは侍医、看護師と皇太子同妃、常陸宮同妃、竹下首相だった。死因は「十二指腸乳頭周囲腫瘍（腺癌）」と発表された。神代を除くと、当時・歴代天皇の最長寿であった。
午前7時55分、藤森宮内庁長官と小渕内閣官房長官がそれぞれ会見を行い「天皇陛下におかせられましては、本日午前6時33分、吹上御所において崩御あらせられました」と昭和天皇が崩御したことを公表した。
これに伴い、昭和天皇第一皇男子の皇太子明仁親王が第125代天皇に践祚し、崩御当日午前に「剣璽等承継の儀」をはじめとする皇位継承の儀礼を行った。
その直後、竹下首相（当時：竹下改造内閣）が以下の「大行天皇崩御に際しての竹下内閣総理大臣の謹話」を発表した。
明仁親王の践祚に伴い、元号法第一項の規定に基づく「元号を改める政令（昭和64年政令第1号）」により、同日、政府により新元号「平成」を発表、公布された。翌8日に改元され、昭和は幕を閉じることとなった。
崩御から13日後の1月20日、殯宮移御後一日祭の儀が執り行われ天皇明仁が以下の御誄（おんるい）を述べた。
1989年（平成元年）1月31日、追号奉告の儀が執り行われ天皇明仁が以下の御誄を述べ勅定し、在位中の元号から採り「昭和天皇」と追号した。
同年2月24日、新宿御苑において日本国憲法・現皇室典範の下で初めての大喪の礼が行われ、武蔵野陵に埋葬された。愛用の品100点あまりが副葬品としてともに納められたとされる。

## 影響

### 記帳
各地に昭和天皇の病気平癒を願う記帳所が設置されたが、どこの記帳所でも多数の国民が記帳を行った。病臥の報道から一週間で記帳を行った国民は235万人にも上り、最終的な記帳者の総数は900万人に達した。
設置された主な記帳所は以下の通り。
- 皇居前記帳所
- 千葉県民記帳所
- 葉山御用邸通用門記帳所
- 名古屋熱田神宮境内記帳所
- 京都御所前記帳所
- 福岡市庁舎内記帳所
- 東京都大島町 天皇陛下病気お見舞い記帳所

### 市民の動き
「自粛」ムード
1988年（昭和63年）9月19日の吐血直後から昭和天皇の闘病中にかけ、歌舞音曲を伴う派手な行事・イベントが自粛（中止または規模縮小）された。自粛の動きは大規模なイベントだけでなく、個人の生活（結婚式などの祝宴）にも波及した。具体的な行動としては以下のようなものが行われ、「自粛」は同年の世相語となった。このほか、目立つような物価の上昇（インフレーション）は見られなかった。
- プロ野球優勝イベントの自粛
  - 中日ドラゴンズのリーグ優勝にて、「祝勝会」を「慰労会」に名称変更し、ビールかけや優勝パレードを自粛、西武ライオンズのリーグ優勝時もビールかけを自粛した。ただし、同年の日本シリーズ後には日本一となった西武ライオンズがビールかけを行っている。
  - セゾングループの西武百貨店では西武ライオンズ優勝セールを自粛した。

- 京都国体にて、花火の打ち上げを自粛。
- 自衛隊観閲式・自衛隊音楽祭など自衛隊行事を中止。
- 各国大使館・在日米軍基地にて、イベントの自粛・規模縮小。
- 広告演出の自粛。
  - 日産・セフィーロのCMでCM出演者の井上陽水が発した「みなさんお元気ですか？」の音声が失礼に当たると差し替え
  - トヨタ・カリーナも同様に「生きる歓び」というコピーが問題となり、東京トヨペットのポスターが撤去された。
  - 1988年（昭和63年）10月1日、津村順天堂がツムラに社名変更した際のコピーは、当初は「ツムラ君、おめでとう」になる予定だったが、急遽「ツムラ君をよろしく」に変更された。

- テレビ番組放送・演出の自粛
  - 派手なバラエティ番組を、映画や旅行番組に差し替え。
  - ギャグ作品であったテレビアニメ『ついでにとんちんかん』（フジテレビ）の1988年9月24日放送予定だった第42話の放送が中止され、翌週の10月1日放送分をもって打ち切りとなった。
  - 2025年現在でも制作・放送されているテレビアニメ『それいけ!アンパンマン』（日本テレビ）は自粛ムードの最中に放送開始（1988年10月3日）となったため、新番組の告知やイベントが余り出来ないまま、番組がスタートする事態になった。
  - ロート製薬一社提供番組（TBS『クイズダービー』、MBS『ひらめきパスワード』、KTV『愛ラブ!爆笑クリニック』）の冒頭に放送されるオープニングキャッチを当分の間（1988年10月から翌年1月の崩御後までの間）自粛。
  - フジテレビの昼番組『笑っていいとも!』では、1988年10月から1989年1月までオープニングテーマ『ウキウキWATCHING』が自粛、同時に曜日レギュラー紹介などのOPも中断され、いきなり「テレフォンショッキング」となった。
  - フジテレビの番組対抗期首特番『なるほど!ザ・春（秋）の祭典スペシャル』の1988年10月3日放送分は、『祭典』を『番組』に差し替えた『なるほど!ザ・秋の番組スペシャル』にタイトル変更。
  - 在京キー局主催（TBS独占中継の『日本レコード大賞』は除く）歌謡祭番組（当時は『レコ大』同様のランキング形式）の内、（TBS除く）各局持ち回りの『日本歌謡大賞』、日本テレビ主催の『日本テレビ音楽祭』、テレビ朝日主催の『全日本歌謡音楽祭』の計3本が「自粛」により中止された。なお『第30回日本レコード大賞』と、フジテレビ主催の『FNS歌謡祭』は通常通り放送、またテレビ東京主催の『メガロポリス歌謡祭』は放送が同年7月1日と、自粛期間ではなかったために通常放送された。
  - 同年の『第39回NHK紅白歌合戦』についても中止になるかと懸念されていたが開催された。しかし、結果的にこれが昭和最後の『NHK紅白歌合戦』となった。

- 百貨店でのディスプレイを地味なものに変更。
- 神社における祭りを中心とした、伝統行事の中止・規模縮小。
- 地域イベントや商業イベントでの「○○フェスティバル」「○○まつり」の自粛・名称変更。
- 幼稚園や学校の行事自粛。
- 年賀状での「賀」「寿」「おめでとう」など、賀詞の使用自粛。
  - テレビ番組も同様に、冒頭「明けましておめでとうございます」などの賀詞が自粛された。

服喪
崩御後、竹下改造内閣（竹下登首相）の閣議決定により崩御当日を含め自治体には6日間・民間には2日間弔意を示すよう協力が要望された。その結果、各地での弔旗掲揚などの服喪以外に、以下のようなスポーツ・歌舞音曲を伴う行事などの自粛が行われた。
- 全テレビ局・ラジオ局でニュースおよび追悼特番のみの特別放送体制（崩御から2日間、NHK教育テレビ・衛星第1テレビ・NHKラジオ第2放送を除く）。
- 崩御後のTVCM放送の大量自粛（崩御から2日間は完全に自粛、その後はテレビ局や番組提供のスポンサーが独自に判断、『水戸黄門』（TBS）のようにアイキャッチが出たままCMへ移行せず音楽のみが流れた例がある）。その穴埋めとして公共広告機構（現ACジャパン）のCMが放送された。ちなみに、同様の事例は1995年（平成7年）1月17日に発生した兵庫県南部地震（阪神・淡路大震災）、2011年（平成23年）3月11日に発生した東北地方太平洋沖地震（東日本大震災）でも起きている。
  - 街頭の広告看板やネオンサインについても、派手な色が目立つものについては消灯したり、黒い布などで覆う措置が取られた。

- 大相撲初場所の開催延期（初日を1日延期して1月9日から）。
- 昭和64年度の全国高校ラグビー大会決勝中止（大阪府・大阪工業大学高等学校と茨城県・茗溪学園高等学校の両校優勝）。
- 昭和64年度の全国高校サッカー選手権が2日間順延。
- 第一回中山競馬および京都競馬の開催順延（1月13日 - 16日に開催）。
- 1989年（平成元年）1月8日のラジオ体操の中止。
- 各地で1月8日の公演（コンサート・演劇・寄席など）を中止・延期、「めでたい」内容の変更。
  - 宝塚歌劇団及び爆風スランプが、1月7日及び8日の公演を全て中止。他のほとんどは8日のみ中止。

- 1月7日 - 1月8日は企業・商店・レジャー施設が臨時休業や店内放送の自粛。証券取引所も株式などの取引が停止された。
- 1月7日 - 1月8日のJR各社の払い戻し手数料を無料化。
- 1月15日の成人式にて、装飾を地味にしたり派手なイベントを自粛

その後も自粛の動き自体は続いた。テレビ番組では歌舞音曲を控えることから「趣味講座 ベストサウンド」の総合テレビでのステレオ放送での再放送（教育テレビがモノラル放送であったための措置）などが差し替えられるなどの影響が出た。
この後、2月24日の大喪の礼では、再び企業・商店・レジャー施設が臨時休業した。民間での自粛・服喪の動きはこれをもって終息に向かった。

「殉死」
昭和天皇の崩御後は、確認されているだけで数名の後追い自殺者（殉死）が出た。崩御と同日に和歌山県で87歳の男性が、茨城県でも元海軍少尉の76歳の男性がそれぞれ自殺した。1月12日には福岡県で38歳の男性が割腹自殺を遂げ、3月3日にも東京都で元陸軍中尉の66歳の男性が自殺している。このように一部の自殺者が出た反面、同年の自殺者総数が増加するといった動向にはなっていない。

### マスメディア報道
昭和天皇が高齢となった1980年代頃（特に開腹手術の行われた1987年（昭和62年）以降）から、各マスコミは来るべき天皇崩御に備え原稿や紙面構成、テレビ放送の計画など密かに報道体制を準備していた。その中で、来るべき崩御当日は「Xデー」と呼ばれるようになる。
1988年（昭和63年）9月19日の吐血直後は、全放送局が報道特別番組を放送した。日本テレビのNNNきょうの出来事が容体急変の第一報を報道。不測の事態に備えてNHKが終夜放送を行ったほか、病状に変化があった際は直ちに報道特番が流され、人気番組でも放送が一時中断・繰り下げあるいは途中打ち切り・中止されることがあった。また、一進一退を続ける病状や血圧・脈拍などが定時にテロップ表示された。9月時点で関係者の証言から癌であることが判明していたが、宮内庁・侍医団は「高齢の陛下に告知してご負担と不安感を抱かせても何の利益もない」として、昭和天皇にはがんであることを秘すことに決定したとされる。そのため天皇がメディアに接することを想定し、具体的な病名は崩御までほとんど報道されなかった。しかし朝日新聞が9月24日夕刊一面で「天皇陛下 ご重体」「すい臓部に「がん」 お気持ちを考え公表せず」とする記事を出稿し、共同通信も続いたことで、富田朝彦宮内庁長官は報道を否定し、厳重に抗議している。

#### 1989年1月7日・8日およびそれ以後のマスメディアの動き
7日の新聞朝刊には通常のニュースや通常のテレビ番組編成が掲載されていたが、号外および夕刊には各新聞ほとんど最大級の活字で「天皇陛下崩御」と打たれ、テレビ番組欄も通常放送を行ったNHK教育の欄以外はほとんど白紙に近いものが掲載された。報道特別番組では「激動の昭和」という言葉が繰り返し用いられ、以後定着した。1月8日に日付が切り替わる直前には「昭和が終わる」ことに思いを馳せた人々が町の時計塔の写真を撮る、二重橋などの名所に佇み日付変更の瞬間を待つなどの姿が報道された。
1989年（昭和64年）1月7日5時台に体調に異変が生じた段階でNHK（総合）、民放各局が緊急ニュースを開始し、危篤報道（6時35分発表）以降は翌1月8日まで本格的な特別報道体制に入った。各局とも宮内庁発表報道を受けてのニュース、水面下であらかじめ制作されていた昭和史を回顧する特集、昭和天皇の生い立ち・生涯、エピソードにまつわる番組などが放送された。また、この2日間はCMが放送されなかった。
放送大学と、7日の途中から通常編成に復帰したNHK教育テレビ以外の全テレビ局が特別報道を行ったため、多くの人々がレンタルビデオ店などに殺到する事態も生じた。また、この2日間は、ほぼ昭和天皇のエピソードや昭和という時代を振り返るエピソードを中心の番組編成が行われていたが、2日目を過ぎたあともフジテレビが『森田一義アワー 笑っていいとも!』を同番組の企画「テレフォンショッキング」の総集編「友達の輪スペシャル」に差し替えて放送、9日から再開した各企業のCMも落ち着いた内容に差し替えたり、サウンドロゴの自粛、さらに企業によってはCM出稿の停止を継続したためテレビ局側で用意した自然風景のフィラー映像で穴埋めするなど、自粛ムードに基づく放送を行っていたがその後収束していった。
八巻正治は当時のことを次のように記している。「ニュージーランドに着いてホテルでテレビを観ていますと、日本での葬儀の模様が映し出されておりました。やがて画面に次のような様子が映し出されました。それを観て私はビックリしました。『ヒトラー、ムッソリーニ、ヒロヒト！』とナレーションが入り、画面にそれぞれの人物が映し出され、次には第二次世界大戦で日本がどれだけひどいことをしたかがフィルムで映し出されました。日本では決して観ることのできないフィルムでした。」
「容体深刻報道」から「平成改元」にかけてのテレビ各局特別編成の期間。総放送時間は日本新聞協会による報道。
| 放送局     | 第一報      | 終了時刻    | 総放送時間 |
| ---------- | ----------- | ----------- | ---------- |
| NHK総合    | 1月7日 5:23 | 1月9日 0:35 | 38時間34分 |
| 日本テレビ | 1月7日 5:24 | 1月9日 1:00 | 41時間04分 |
| TBSテレビ  | 1月7日 5:25 | 1月9日 2:29 | 42時間35分 |
| フジテレビ | 1月7日 5:28 | 1月9日 2:00 | 42時間04分 |
| テレビ朝日 | 1月7日 5:28 | 1月9日 0:30 | 40時間35分 |
| テレビ東京 | 1月7日 5:36 | 1月9日 0:30 | 40時間35分 |
NHKでは、1989年（昭和64年）1月7日5時23分に総合テレビで第一報のニュース速報テロップを表示。5時24分から「容体深刻報道」を総合テレビ・ラジオ第1・FMの3波で放送。6時36分18秒からの「危篤報道」、続いて7時57分6秒から10時までの「崩御報道」、および14時34分30秒から14時59分までの「新元号発表」はNHKのテレビ・ラジオ全波で報道特別番組が放送された。1989年（平成元年）1月8日0時5分40秒（平成改元後の最初のニュース）までラジオ第1とFMで同一内容（ラジオの報道特別番組）が放送された。ラジオ第2では1月7日に限り一部番組が音楽のみの放送に差し替えられた。教育テレビでは1月7日に限り一部番組が芸術番組や環境番組に差し替えられ、『N響アワー』は曲目変更をした上で放送された。
日本テレビ系列は報道特別番組開始当初からCMなし。その他の民放テレビ局は崩御発表の7時55分からCMなし。
日本テレビは5時24分『おはよう天気』の番組内で「容体急変」の第一報、5時30分から通常番組を11分間放送した後、5時41分から特別編成。ただし日本テレビ（関東地方）のみで開始され、系列局は独自の判断で飛び乗った。広島テレビは5時43分、読売テレビは5時45分に開始したが、日本テレビからの正式な連絡（全国ネットによる報道特別番組の開始指示）は最後までなく、多くの系列局で対応が遅れることとなり、最後の局は『NNN朝のニュース』の開始時刻である6時45分から飛び乗った。関東の独立局は日本テレビ（NNN）制作の報道特別番組を放送した。
テレビ東京では5時36分に「容体急変」の第一報をニュース速報テロップで表示。6時45分からテレビ東京系列局および中京・近畿の独立局で報道特別番組を開始した。公式放送エリアは関東・中京・近畿・岡山・香川の11局18都府県で、兵庫県のサンテレビも放送している。